# Leone Tondelli
Leone Tondelli (Reggio Emilia, 8 maggio 1883 – Reggio Emilia, 5 gennaio 1953) è stato un presbitero, biblista, paleografo e dantista italiano.
Scopritore e interprete del Liber Figurarum di Gioacchino da Fiore.

## Biografia
Nato nel 1883 da maestri elementari e con due zii sacerdoti, studiò nel seminario di Reggio Emilia e divenne sacerdote frequentando la Pontificia Università Gregoriana di Roma. Cominciò ad insegnare dogmatica e storia della Chiesa in vari seminari; ma poi, laureatosi in filosofia, si dedicò all'insegnamento di ebraico ed esegesi biblica nel seminario reggiano.
Finita la prima guerra mondiale, in cui fu soldato di sanità, divenne collaboratore dell'Enciclopedia Treccani, per la quale scrisse la voce "Gesù". In seguito, pur esercitando il ministero di parroco a Bibbiano, divenne preside degli studi seminariali diocesani, poi arciprete della cattedrale di Reggio Emilia, presidente della Deputazione reggiana di storia patria e membro della Pontificia Commissione Biblica. Per i suoi studi e il riconosciuto ascendente, durante la seconda guerra mondiale svolse missioni di pace fra opposte fazioni e s'impegnò al massimo per far dichiarare Reggio "città aperta" e così salvarla dalla distruzione .
Oltre a pubblicare libri e opuscoli per un ammontare di oltre 200 pubblicazioni, collaborò a prestigiose riviste culturali, anche laiche, come Humanitas e Sophia. Conseguita la libera docenza in storia delle religioni, stava per occupare la cattedra all'Università di Bologna quando morì nel 1953, universalmente compianto.
Nel 1936 il vescovo di Reggio Emilia aveva chiesto di ordinare una catasta di libri giacenti in una vecchia cassa ad alcuni seminaristi, i quali, accortisi della stranezza d'uno d'essi, lo consegnarono a mons. Tondelli. Costui, dopo breve studio, riconobbe in esso il Liber Figurarum di Gioacchino da Fiore (circa 1130-1202), di cui s'era persa traccia da alcuni secoli, nonostante le frequenti citazioni. Dopo questa scoperta egli si dedicò all'interpretazione del prezioso codice risalente al secolo XIII, di cui esistono altri esemplari (con varianti) soltanto a Oxford e Dresda e frammenti in Vaticano, a Milano, Venezia, Parigi, Londra e Vienna, e che egli mise in puntiglioso rapporto con la Divina Commedia di Dante Alighieri, ricavandone una delle fonti privilegiate del poema sacro.
Le sue conclusioni esegetiche sono state seguite e divulgate da vari dantisti, fra cui Gianfranco Bondioni, Tommaso Di Salvo, Guido Mazzoni, Emilio Pasquini e Antonio Quaglio, mentre Marjorie E. Reeves e Beatrice Hirsch-Reich vi hanno aggiunto delle chiose, fornendo una fondamentale chiave di lettura di parecchi brani danteschi.

## Opere
- Le odi di Salomone, Ferrari, Roma, 1914.
- Il pensiero di S. Paolo, Vita e pensiero, Milano, 1927.
- Il libro delle figure dell'abate Gioachino da Fiore, SEI, Torino, 1940 e 1953.
- Gesù secondo S. Giovanni, SEI, Torino, 1943.
- Il disegno divino nella storia, SEI, Torino, 1947.
- Gnostici, SEI, Torino, 1950.
- L'eucaristia vista da un esegeta, Edizioni Paoline, Alba, 1951.
- Beatrice e Dante, SEI, Torino, 1954.